# Dawlat Abad (distrikt i Balkh)
Dawlat Abad är ett distrikt i Afghanistan. Det ligger i provinsen Balkh, i den norra delen av landet, 400 kilometer nordväst om huvudstaden Kabul.
Distriktet beräknades år 2022 ha cirka 123 000 invånare.